# Sóthická perioda
Sóthická perioda (zápis proměnlivý sóthická/sóthidská, s dlouhým i krátkým ó, krom periody také sóthický/sóthidský rok či cyklus, dále též perioda Sóthidy či Veliký rok) je období v egyptském kalendáři. Odpovídá 1461 rokům egyptského kalendáře a 1460 rokům juliánským.
Tato perioda je důležitá při rekonstrukci egyptské historie, neboť historické záznamy jsou udávány v egyptském kalendáři, který se proti juliánskému neustále předbíhá: svátky se pomalu „toulají“, jsou při převodu na juliánské datum rok od roku slaveny dříve a dříve. Po sóthické periodě se ale nastřádá tolik čtvrtdnů, o něž je 365denní egyptský rok kratší než juliánský, že počátek egyptského roku opět připadá na heliaktický východ hvězdy Sirius (19. července dle juliánského kalendáře). Po tomto období se tak na krátko oba kalendáře opět potkají.